# Abbaye de Vornbach
L'abbaye de Vornbach ou de Formbach est une ancienne abbaye bénédictine à Vornbach, dans le Land de Bavière et le diocèse de Passau.

## Histoire
Une première église est déjà un lieu de pèlerinage. L'abbaye est fondée avant 1050 par la comtesse Himiltrud de Vornbach (de) en tant que collégiale et devient un monastère bénédictin en 1094 par le comte Ekbert von Formbach et son épouse Mathilde von Lambach (de)-Pitten (de) et le comte Ulrich von Windberg.
L'évêque Ulrich de Passau (de) consacre le moine Bérenger (de) (mort le 29 octobre 1108) premier abbé.
Vers 1125, une basilique à deux tours de style roman tardif est bâtie à la place d'un château-fort. Du milieu du XIIe siècle au gothique tardif, l'abbaye abrite un important scriptorium. Une bible entièrement illustrée est créée en 1241. L'église abbatiale a reçu un nouveau chœur au XIVe siècle.
En 1438, une forte inondation de l'Inn emporte une aile du monastère, qui ensuite s'effondre. Plusieurs personnes, dont l'abbé de l'époque, sont emportées par les inondations, mais sont sauvées quelques kilomètres en aval.
L'église baroque actuelle est initiée par l'abbé Hepauer de 1630 à 1637 avec l'inclusion des murs d'enceinte romans et le chœur gothique. Vers 1700, les bâtiments de l'abbaye à deux étages sont construits. Sous l'abbé Clarus, l'église reçoit de 1728 à 1733 un mobilier baroque tardif. Elle inspirera l'église de l'Assomption de Neunkirchen (de) en Basse-Autriche.
L'abbaye bénédictine est dissoute en 1803 à la suite de la sécularisation en Bavière, l'église abbatiale devient en 1806 une église paroissiale. Les possessions autrichiennes du monastère reviennent à l'État. Franz X. Bachmayr acquiert les bâtiments monastiques, en 1857 ils sont la possession de la maison de Schaezler.

## Église
La façade de l'église à deux tours est construite entre 1765 et 1770 par l'architecte de Passau Johann Michael Schneitmann (de). À l'intérieur se trouvent quatre chapelles de niche semi-circulaires. Au XXe siècle, les changements du XIXe siècle, en particulier le remplacement des stucs de Franz Josef Holzinger par des peintures ornementales, sont retirés. Les fresques, représentant principalement des scènes de la vie de Marie et dans le chœur de la chute de Satan, sont d'Innozenz Anton Warathy (de). Le maître-autel de Holzinger de 1730 porte un tableau de Bartolomeo Altomonte, qui montre l'Assomption de Marie. En 1975, des fresques du XVe siècle sont découvertes lors de travaux de restauration et partiellement exposées.
Orgue
L'orgue est créé par Johann Ignaz Egedacher (de) en 1732. Il est restauré en 2009 par la facture d'orgue Kuhn (de). L'instrument a vingt registres, deux claviers et un pédalier. Les tractions du jeu et du registre sont mécaniques.